# Narathura dispar
Narathura dispar is een vlinder uit de familie van de Lycaenidae. De wetenschappelijke naam van de soort is voor het eerst geldig gepubliceerd in 1921 door Riley & Godfrey.